# Olíus
Olíus (en catalán y oficialmente, Olius) es un municipio español de la provincia de Lérida, Cataluña, situado en el centro de la comarca del Solsonés, a orillas del río Cardener. Su término municipal rodea al de Solsona por el sur, el este y el oeste. 

## Geografía humana

### Demografía
Cuenta con una población de 1003 habitantes (INE 2024).
| Gráfica de evolución demográfica de Olíus entre 1842 y 2021 |
| |
| Población de derecho según los censos de población del INE Población de hecho según los censos de población del INEEn estos censos se denominaba Olins: 1842 Entre el censo de 1857 y el anterior, crece el término del municipio porque incorpora a 255073 (Brichs), 255112 (Castellvell) |

A mediados del siglo XIX se denominaba Olins. Cuenta con una población de 1003 habitantes (INE 2024).
| 1900 | 1930 | 1950 | 1970 | 1981 | 1986 | 2015 |
| ---- | ---- | ---- | ---- | ---- | ---- | ---- |
| 488  | 572  | 559  | 323  | 444  | 473  | 910  |

## Entidades de población
| Entidades de población | Habitantes (2017) |
| ---------------------- | ----------------- |
| Brics                  | 58                |
| El Castellvell         | 30                |
| Olius                  | 114               |
| El Pi de Sant Just     | 729               |

## Lugares de interés
- Iglesia románica de San Esteban de Olius, en el núcleo histórico del pueblo.
- Poblado ibérico de Olius.
- Cementerio de Olius, obra modernista de Bernardí Martorell.